# 斯氏爱氏海葵
斯氏爱氏海葵（学名：Edwardsia stephensoni）为爱氏海葵科爱氏海葵属的动物。分布于澳大利亚以及中国南海等海域。